# ATP Venezia
L'ATP Venezia è stato un torneo di tennis facente parte del Grand Prix giocato dal 1981 al 1983 a Venezia in Italia su campi in terra rossa.

## Albo d'oro

### Singolare
| Anno | Vincitore        | Finalista        | Punteggio     |
| ---- | ---------------- | ---------------- | ------------- |
| 1981 | Mario Martínez   | Paolo Bertolucci | 6–4, 6–4      |
| 1982 | José Luis Clerc  | Peter McNamara   | 7–6, 6–1      |
| 1983 | Roberto Argüello | Jimmy Brown      | 2–6, 6–2, 6–0 |

### Doubles
| Year | Champions                       | Runners-up                       | Score         |
| ---- | ------------------------------- | -------------------------------- | ------------- |
| 1981 | Non disputato                   | Non disputato                    | Non disputato |
| 1982 | Carlos Kirmayr Cássio Motta     | José Luis Clerc Ilie Năstase     | 6–4, 6–2      |
| 1983 | Francisco González Víctor Pecci | Steve Krulevitz Zoltán Kuhárszky | 6–1, 6–2      |